# Rannstedt
Rannstedt é um município da Alemanha, situado no distrito de Weimarer Land, no estado da Turíngia. Tem 2,96 km² de área, e sua população em 2019 foi estimada em 178 habitantes.